# Д’Аге, Людвиг
Людвиг Д’Аге (нем. Ludwig D'Hage; 7 мая 1863, Шлукенау, ныне Чехия — 22 апреля 1960, Сидней) — австралийский дирижёр и скрипач австрийского происхождения.

## Биография
Сын поляка и чешки. В 1877—1880 годах учился в Венской консерватории, которую по неизвестным причинам не окончил. 
В 1880 году переселился в Австралию. В течение пяти лет играл в составе Австрийского штраусовского оркестра (англ. Strauss Austrian Band) в Мельбурне, Сиднее и других городах. Затем обосновался в Рокгемптоне как учитель музыки. В 1887—1912 годах дирижировал городским оркестром, превратив его в лучший в Квинсленде. В качестве музыкального педагога известен, в первую очередь, как первый учитель Альмы Муди.
С 1912 года работал в Сиднее, на протяжении трёх сезонов играл вторую скрипку в Австралийском струнном квартете. В дальнейшем преимущественно преподавал частным образом. В 1922 году получил австралийское гражданство.